# Bridge Builder
Bridge Builder är en familj av datorspel som går ut på att man skall bygga en bro över en flod så att ett tåg kan passera. I den tvådimensionella varianten byggs bron av "stavar" och skall ha rätt vridstyvhet och vikt för att inte falla sönder på grund av konstruktionssvaghet, självsvängningar eller under tågets vikt. Tredimensionella varianter av spelet kan ha fler byggelement än "stavar", till exempel tungt stål, lätt stål, stålvajrar etc.